# Торопецкий уезд
Торопе́цкий уе́зд (рус. дореф. Торопецкій уѣздъ) — административная единица Псковской губернии Российской империи. По площади занимал 6241,3 км² (5390,8 кв. вёрст), население по состоянию на 1897 год — 97 840 человек. Уездным городом являлся Торопец.

## История
Во времена феодальной раздробленности Торопец был центром Торопецкого княжества. После захвата княжества литовским князем Ольгердом эта территория до 1503 года находилась в составе Великого княжества Литовского. 9 августа 1500 года в ходе русско-литовской войны 1500—1503 годов войска московского полководца, новгородского наместника Андрея Челяднина взяли Торопец; по заключённому 25 марта 1503 года Благовещенскому перемирию, завершившему войну, Торопец отошёл к Русскому государству.

### В составе Российской империи
С 1708 город Торопец находился в составе в Ингерманландской губернии. В 1777 году Торопецкий уезд вошёл в состав вновь созданного Псковского наместничества (с 1796 — Псковской губернии). К 1897 году уезд состоял из 1 города, 1614 селения и 938 мелких посёлков. Главным занятием жителей являлось хлебопашество, а кустарные промыслы были развиты плохо. Присутствовал также ряд фабрик и заводов (на конец XIX века — 115).

### При советской власти
Торопецкий уезд прекратил своё существование 18 июля 1927 года. Его территория вошла в состав Торопецкого района Великолукского округа Ленинградской области (в состав которой тогда входила территория упразднённой Псковской губернии. Впоследствии район ещё несколько раз переходил в состав различных административных единиц.

### Современное положение
На данный момент территория бывшего уезда входит в состав Тверской области (части Торопецкого, Андреапольского и Западнодвинского районов) и Псковской области (Куньинский и Великолукский район).

## Географическое положение
По состоянию на начало XX века Торопецкий уезд располагался в юго-восточной части Псковской губернии и граничил на севере с Холмским уездом, с Великолукским уездом на западе, с Витебской губернией (Велижский уезд) на юге, со Смоленской губернией (Бельский уезд) на юго-востоке и Тверской губернией (Осташковский уезд) на северо-востоке.

## Состав уезда
- Баранецко-Озерецкая волость
- Веселовская волость
- Всхоновская волость
- Жижецкая волость
- Казаринская волость
- Кудрявцевская волость
- Пожинская волость
- Старцова волость
- Тиминская волость
- Бенецкая волость

Состав уезда на 1907 г.
1. Сиверская
2. Платиченская
3. Встеселовская
4. Ломовская
5. Клинская
6. Прилуцкая
7. Беницкая
8. Пожинская
9. Понизовская
10. Старинская
11. Турская
12. Баранецко-Озерецкая
13. Хворостьевская
14. Неворожская
15. Всхоновская
16. Туровская[6]

## Известные воеводы
- Нагой Василий Иванович — стольник (1627—1640), воевода в Торопце (1630). (ум. 1650).